# Birtouta (distrito)
Birtouta é um distrito localizado na província de Argel, no norte da Argélia.[carece de fontes?]

## Municípios
O distrito está dividido em três municípios:
- Birtouta
- Ouled Chebel
- Tessala El Merdja